# Kénogami (ville)
Pour les articles homonymes, voir Kénogami.
Kénogami est un secteur de l'arrondissement de Jonquière de la ville de Saguenay, dans la région du Saguenay–Lac-Saint-Jean, au Québec (Canada). Située au nord de la ville historique de Jonquière, non loin de la confluence de la rivière aux Sables et du Saguenay, Kénogami possédait le statut de municipalité jusqu'à son intégration en 1975 à la ville de Jonquière, qui fut à son tour fusionnée en 2002, lors de la formation de la ville de Saguenay.

## Histoire
Avant la fondation de Kénogami, son territoire était rattaché à la paroisse de Jonquière, dont il était une extension essentiellement rurale. En 1909, la Price Brothers and Company, sous la présidence de William Price III, acquiert, pour 135 000 $, un terrain de 400 acres sur le futur site de Kénogami, pour y construire une usine de pâtes et papiers ainsi qu'une ville de compagnie. En 1911, on entame la construction des installations industrielles et des premières résidences.
L'arpenteur Elzéar Boivin de Chicoutimi est chargé de tracer les plans de la ville. Il s'inspire de certaines villes de compagnie américaines, caractérisées par des rues étroites en damier et par une division entre patrons et ouvriers. Le quartier des cadres anglophones de Kénogami est situé à l'ouest du chemin de fer, tandis que les ouvriers majoritairement francophones vivent du côté est. L'actuelle rue Sainte-Famille est la principale artère commerciale de la ville à cette époque.
Kénogami est érigée en municipalité en 1912. William Price III s'était porté acquéreur de ce nom en l'achetant à l'actuelle municipalité de Larouche, pour une somme de 200 $. Ce toponyme, signifiant « lac long » en innu, désigne avant tout le lac d'où s'écoule la rivière aux Sables. Le premier maire de Kénogami est Oswald A. Porritt, le gérant de l'usine. Jusqu'au début des années 1940, la vie municipale est marquée par la présence et l'influence de la compagnie. En 1913, la Price Brothers obtient une exemption de taxes pour toutes ses installations pour une durée de 25 ans. En 1917, un premier hôtel de ville est construit, et le village de Kénogami obtient le statut de ville en 1920. En 1921, on bâtit un second hôtel de ville, sur la rue du Roi-Georges. Agrandi en 1932, ce bâtiment sert de mairie à Kénogami jusqu'à la fusion de 1975. Depuis, il abrite certains services municipaux et culturels.
Entre 1912 et 1922, le nombre de maisons à Kénogami passe de 40 à plus de 300. La Price Brothers fait construire plusieurs bâtiments utilitaires comme les staffs houses, deux résidences du quartier des Anglais bâties en 1913 et en 1925, afin de loger les cadres célibataires de la compagnie. L'hôpital de Kénogami est quant à lui construit en 1917, au croisement des rues Sainte-Famille, Lapointe et du Roi-Georges. En 1976, ces trois bâtiments sont démolis. Au niveau des loisirs, la compagnie fait construire un centre communautaire du nom de Club House en 1919 (dans l'actuel parc Ball), ainsi qu'un club de curling l'année suivante (sur la rue du Roi-Georges, non loin du chemin de fer). Le Club House brûle en 1938, et est remplacé au début des années 1950 par le Memorial Hall, qui fait face au club de curling. Chaque été, la Price Brothers organise une fête champêtre pendant laquelle les travailleurs et leurs familles sont invités à prendre part à diverses activités dans le quartier des Anglais.
Des lieux de culte, protestants comme catholiques, font leur apparition dès les premières années de Kénogami. La chapelle anglicane St. James the Apostle est érigée en 1912, au coin des rues Price et du Roi-Georges, pour combler les besoins religieux des cadres de la compagnie. À partir de 1926, les membres de l'Église unie du Canada peuvent se recueillir dans la chapelle St. Andrew's, une ancienne école située dans la côte Desmeules avant d'être déménagée sur la rue du Roi-Georges à Kénogami, à côté du club de curling. La première chapelle catholique est quant à elle construite en 1913. Elle est remplacée en 1929 par l'église Sainte-Famille, conçue selon les plans de l'architecte Alfred Lamontagne. La paroisse Sainte-Cécile n'est érigée qu'en 1947, et son église est achevée en 1950.
En 1912, l'usine de Kénogami possède trois machines à papier pouvant produire jusqu'à 150 tonnes de papier par jour. Une quatrième machine est ajoutée en 1917, puis on en installe une cinquième en 1920, portant ainsi la production quotidienne à 500 tonnes de papier et 25 tonnes de carton. En 1924, l'usine se dote de deux autres machines. La Price Brothers devient alors la première productrice de papier journal au Canada. Après maintes fusions, l'usine appartient depuis 2007 à la papetière Produits forestiers Résolu, et ne compte désormais qu'une seule machine.

## Liste des maires
Oswald-A. Porritt	1912-1913
É.-F. Fluhmann 1913-1919
A.-J. Reid		1919-1920
John Finlay		1920-1922
J.-O. Lacroix		1922-1930
J.-O Fraser		1930-1934
Nérée Lavoie		1934-1936
J.-O. Fraser		1936-1944
J.-Ovide Bradet 1944-1950
Wellie Deschênes	1950-1952
J.-Laurent Lacroix	1952-1956
J.-Ovide Bradet 1956-1961